# Géraldine Laurent
Géraldine Laurent (Niort, 1975. január 18. –) francia altszaxofonos.

## Pályafutása
Laurent egy zenetanár lányaként korán elkezdett klasszikus zongorázni, majd 13 évesen szaxofonozni kezdett. Részt vett többek között egy mesterkurzusokon Niortban. Jean-Marc Padovanival és Jean-Louis Chautemps-szel, és  Floris Nico Bunink holland zongoraművésznél is tanult. 
1999-ben létrehozta saját kvartettjét Yoni Zelnik (basszusgitár), David Georgelet (dob), Marc Leseyeux (zongora) társaságában. 2000 után két lemezt is rögzített („Lavaud Gélade”, „Ici & maintenant”). Játszott a dobos Charles Bellonzi kvintettjében is. Romeyn Adams Nesbitt énekessel pedig a párizsi Olimpiában és az Enghien-les-Bains dzsesszfesztiválon lépett fel.
2005 óta vezeti „Time Out” Triót Zelnikkel és Laurent Bataille dobossal. Játszott a Géraldine Laurent Trióyal Hélène Labarrière-rel (basszusgitár) és Eric Groleau-val (dob). Dolgozott Antoine Hervier kvartettjével és Aldo Romanoval.
Ma már nagyon jól ismert Franciaországban; 2007 januárjában pedig a The New York Times címlapján is szerepelt.

## Albumok
- 2007: Time out trio, és Yoni Zelnik, Laurent Bataille
- 2010: Around Gigi, és Pierre de Bethmann, Yoni Zelnik et Franck Agulhon
- 2013: Looking for Parker, és Manu Codjia et Christophe Marguet
- 2015: At Work, és Yoni Zelnik, Donald Kontomanou, Paul Lay
- 2019: Cooking, és Yoni Zelnik, Donald Kontomanou, Paul Lay

## Másokkal

### Christophe Joneau
- 2003: Lavaud Gelade
- 2005: Ici & maintenant

### Aldo Romano
- 2008: Just Jazz
- 2009: Origine
- 2010: Complete communion to Don Cherry

### Térez Montcalm
- 2013: I Know I'll Be Alright
- 2015: Quand on s’aime

### Rhoda Scott
- 2017: We Free Queens
- 2022: Lady All Stars

## Díjak
- 2008: Prix Frank Ténot
- 2008: Prix Django Reinhardt
- 2010: Prix du disque français par l'Académie du Jazz
- 2011: Chevalier des arts et lettres
- 2015: Prix du disque français par l'Académie Charles-Cros
- 2020: Victoires du jazz dans la catégorie Meilleur album de l'année pour Cooking
- 2021: Officier des arts et lettres
- 2023: Victoires du jazz

## Fordítás
Ez a szócikk részben vagy egészben  a   Géraldine Laurent című német Wikipédia-szócikk ezen változatának fordításán alapul.  Az eredeti cikk szerkesztőit annak laptörténete sorolja fel. Ez a jelzés csupán a megfogalmazás eredetét és a szerzői jogokat jelzi, nem szolgál a cikkben szereplő információk forrásmegjelöléseként.